# Westonbirt with Lasborough
Westonbirt with Lasborough est une paroisse civile du Gloucestershire, en Angleterre.